# Alte Mauer (Ramersbach)
Die Alte Mauer befindet sich etwa eineinhalb Kilometer nördlich von Ramersbach auf Ahrweiler Gemarkung im Ahrweiler Wald. Es sind die Überreste einer keltischen Fliehburg. Die Entstehung der Anlage vermuten Wissenschaftler in der Zeit zwischen 600 und 500 v. Chr.
Die Fliehburg auf einer Anhöhe von rund 430 m ü. NN wurde vermutlich von Siedlern der Umgebung geschaffen, um in Zeiten der Gefahr Schutz vor Angreifern zu finden. Zwar hebt sich diese vorchristliche Anlage heute noch deutlich vom Gelände ab, jedoch wurde sie im Lauf der Jahre zur Steingewinnung für den Bau der Straße von Ahrweiler nach Ramersbach abgetragen und dabei so stark zerstört, dass sich ihre Ausdehnung und der ursprüngliche Zustand heute nicht mehr genau feststellen lassen. Da Fliehburgen überwiegend keine Dauersiedlungen waren, wurden bei archäologischen Ausgrabungen nur wenige Hinterlassenschaften gefunden. Die Alte Mauer wird auch als Römersiedlung im Zusammenhang mit der rund vier Kilometer nördlich liegenden Römervilla in Ahrweiler erwähnt. Die Alte Mauer hatte früher den Status eines Naturdenkmals, die Rechtsverordnung wurde auf Grund des Zustandes aufgehoben.